# Savigniorrhipis
Genre
Savigniorrhipis est un genre d'araignées aranéomorphes de la famille des Linyphiidae.

## Distribution
Les espèces de ce genre sont endémiques des Açores au Portugal.

## Liste des espèces
Selon World Spider Catalog (version 16.5, 26/11/2015) :
- Savigniorrhipis acoreensis Wunderlich, 1992
- Savigniorrhipis topographicus Crespo, 2013

## Publication originale
- Wunderlich, 1992 : Die Spinnen-Fauna der Makaronesischen Inseln: Taxonomie, Ökologie, Biogeographie und Evolution. Beiträge zur Araneologie, vol. 1, p. 1-619.